# Pro aris et focis
Pro Aris et Focis è una frase latina utilizzata quale motto da molte famiglie, istituzioni civili e reggimenti militari.
Ha il significato di "Per Dio e per la Patria" o, letteralmente, "per i nostri altari e i nostri focolari" e venne usata dagli antichi autori per esprimere attaccamento a tutto quello che è caro e venerabile. Può essere idiomaticamente tradotta "per il cuore e la casa" infatti il termine latino aris generalmente viene riferito agli altari degli spiriti della casa e viene quindi utilizzato quale sineddoche per la casa famigliare. In questo senso il famoso oratore e avvocato romano Cicerone usa questa frase per enfatizzare l'importanza di questo argomento nella sua opera filosofica De natura deorum (3.94).

## Motto di famiglia e militare
Pro Aris et Focis è il motto di molte famiglie: Blomefield, La Bourdonnaye, Campbell, Decken, Dessoeffy, Hesilrigge, Kirkland, Maleville, M'Maught,  Phelips, Purdon, Scot, Shortland, Thezan, Wait, Woodford e altre. 
Anche reggimenti militari in tutto il mondo ne fanno uso, tra questi il Middlesex Yeomanry del Regno Unito, il Royal Queensland Regiment dell'Australia e i Victoria Rifles del Canada; in Italia fu il motto del 271º Reggimento fanteria "Potenza" esistito tra il luglio del 1917 e il febbraio del 1919.

## Società segrete
Pro Aris et Focis fu il nome di una società segreta di Bruxelles che nel 1789 pianificò, contro il Sacro Romano Impero, quella che fu, in seguito, conosciuta come Rivoluzione del Brabante. A capo della società era Jan-Baptist Verlooy.

## Motto di istituzioni
Pro Aris et Focis  è il motto del comune di Emarèse (AO) ed è presente all'interno dello stemma del comune di Casorzo (AT).
For God and country (Per Dio e la patria) è il motto dell'American Legion.
Pro Aris et Focis è il motto dell'Academia San Jorge, una scuola privata cattolica portoricana. Il motto è riportato sullo stemma e sul logo della scuola. La scuola si trova a Santurce.
Pro Aris et Focis è il motto del Maritzburg College, una high school del Sud Africa, il motto è presente sullo stemma scolastico.
Pro Aris et PRO Focis è il motto del 71st New York State Volunteers, "The American Guard", che fu costituito non molto prima della scoppio della guerra di secessione e prestò servizio nella stessa guerra; fu sciolto nel 1993. Il suo quartier generale era nella old Armory tra la 34th e Park Avenue in New York City. L'edificio originale non è più esistente ma parti della sua struttura sono state incluse nel grattacielo che occupa attualmente il sito.
Pro Aris et Focis è il motto dei "Portatori della Iaccara" di Potenza, un'associazione che durante la festa cittadina di S.Gerardo presiede alla realizzazione, al trasporto e all'accensione della Iaccara, parte fondamentale delle celebrazioni.

## Morte di Osama Bin Laden
La frase «For God and country» è stata usata quale segnale di conferma durante la missione dei Navy Seal intesa ad eliminare Osama Bin Laden ad Abbottabad (Pakistan) nel 2011. Nella sua ricetrasmittente il Navy SEAL che uccise Bin Laden trasmisse «For God and country—Geronimo, Geronimo, Geronimo». Dopo una pausa aggiunse «Geronimo E.K.I.A.» ("enemy killed in action", nemico ucciso in azione).